# Турист (фильм, 2010)
«Тури́ст» (англ. The Tourist) — фильм режиссёра Флориана Хенкеля фон Доннерсмарка, ремейк фильма «Неуловимый» (2005). Главные роли исполняют Джонни Депп и Анджелина Джоли. Съёмки проводились с 23 февраля по 20 мая 2010 года в Париже и Венеции.

## Сюжет
Красавица Элиз — любимая женщина вора Александра Пирса, разыскиваемого Интерполом за долг британскому правительству 744 миллиона фунтов стерлингов в виде налогов. Два года назад он обокрал на 2 300 000 000 долларов своего босса, крупного бандита, на которого работал долгое время, и исчез, не делая никаких попыток связаться с Элиз, за которой следит полиция, чтобы выйти на Пирса. Им известно, что Пирс сделал пластическую операцию и изменился до неузнаваемости.
Фильм начинается с того, что Элиз получает от Пирса просьбу сесть на поезд до Венеции, найти там парня, по комплекции похожего на Александра, и притвориться, что это он и есть. Этим парнем оказывается американский турист Фрэнк. Полиция сперва принимает его за Пирса, но находит в базе данных, что это обычный, овдовевший учитель математики из Калифорнии. Арест срочно отменяется. Элиз, продолжая убеждать всех, что Фрэнк и есть Александр, приводит первого в отель, демонстративно целует его возле окна, а на утро исчезает. По стечению обстоятельств, бандит, которого обокрал Александр, думает, что Фрэнк — Пирс, и тоже начинает преследовать его. Фрэнк бежит из отеля, но попадает в полицейский участок. Инспектор полиции вызволяет его из участка, однако тут же передаёт бандитам за вознаграждение. Во время передачи Фрэнка спасает Элиз.
Неожиданно выясняется, что Элиз — работающий под прикрытием британский агент департамента по борьбе с экономическими преступлениями Скотленд-Ярда. Ей дали задание под прикрытием поехать в Россию и найти Александра Пирса, но она пропала и перестала выходить на связь. На городском балу, где должен появиться Пирс, Элиз получает некий ключ. Она направляется на квартиру, где спрятан сейф, но там её захватывают бандиты и требуют отдать деньги. Полицейские, прихватив с собой на катер Фрэнка, некстати появившегося на балу, следят за Элиз, надеясь арестовать Пирса на тайной квартире. Фрэнк, скованный наручниками на катере, где находится полицейский оперативный штаб по руководству операцией по поимке Александра Пирса, и ведётся наблюдение за бандитами, воспользовавшись тем, что за ним никто не наблюдает, освобождается от наручников и идёт в квартиру спасать Элиз. Там Фрэнк заявляет, что Александр Пирс — это он, предъявив в подтверждение этого ряд фактов, известных Пирсу. Однако Элиз заявляет, что всё это она рассказала Фрэнку во время их недолгого знакомства, и он не тот, за кого себя выдаёт. Теперь под угрозой жизни обоих заложников. Спасая своего агента, старший инспектор Джонс даёт приказ снайперам стрелять на поражение по бандитам.
Осматривая место событий, Джонс и Эйксон получают информацию, что Александр Пирс схвачен другой полицейской группой, и отбывают на его допрос. В ходе допроса выясняется, что схваченный Александр Пирс не тот, за кого себя выдаёт, и все его действия выполнялись им за плату от незнакомца, который передавал инструкции путём SMS. В то же время в квартире Элиз признается Фрэнку, что любит и его, и Александра одновременно, и ничего не может с этим сделать. Неожиданно Фрэнк говорит, что нашёл решение проблемы, и вводит код от сейфа, известный лишь Александру. Выясняется, что всё это время Александр был рядом с Элиз под именем Фрэнка.
Немного позже, срочно вернувшись обратно на квартиру, Джонс и Эйксон с помощью взрывников открывают сейф, в котором находят чек на сумму долга Александра Пирса казне. Джонс считает дело закрытым, Эйксон чувствует себя обманутым. В это же время Элиз и Фрэнк уплывают на яхте в море.